# Palermói Egyetem
A Palermói Egyetem egy olasz állami egyetem, amelyet 1806. január 12-én alapítottak. Korábbi neve Regia Accademia degli Studi volt. Hallgatói létszám tekintetében Olaszország legnagyobb egyetemei közé tartozik. A rektori hivatal a történelmi Palazzo Chiaramonte-Steriben, míg a legtöbb egyéb létesítmény az egyetemi városban, a Parco d'Orléans-ban található.

## Története

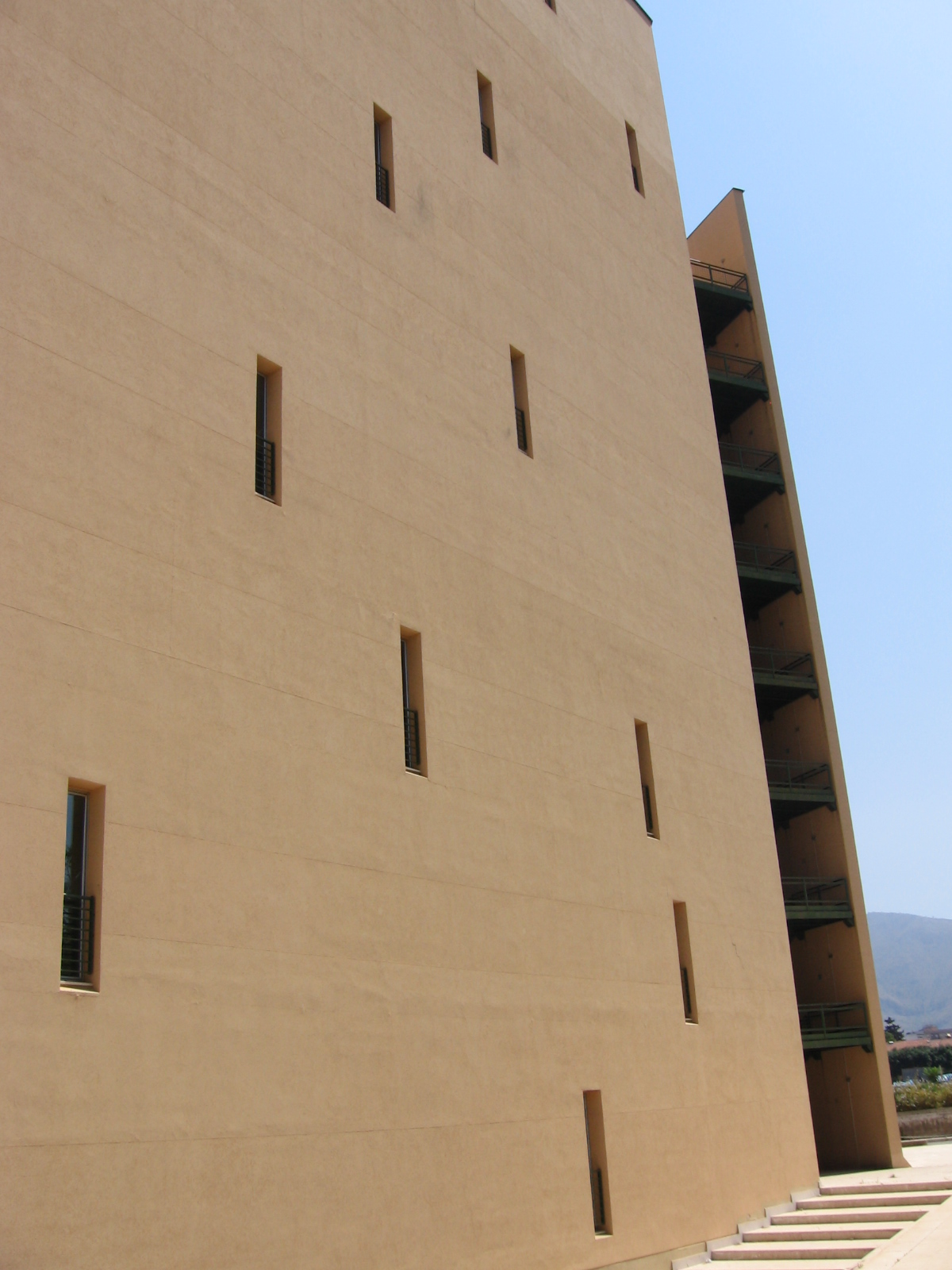
Oktatási kar

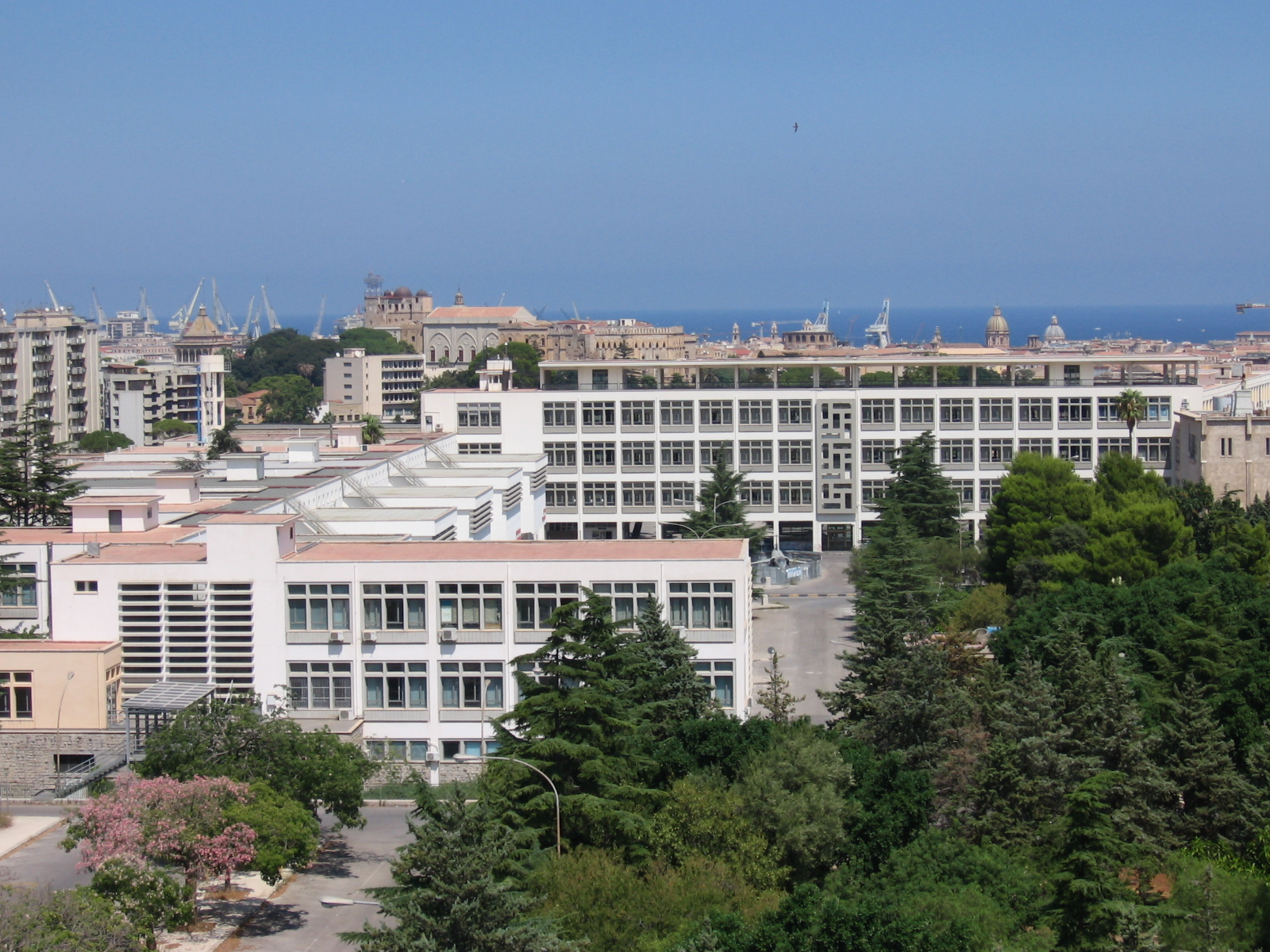
Mérnöki kar

### Eredete
Palermo hosszú ideig nem rendelkezett egyetemmel. A 15. században létezett egy ferences rendi, és egy általános tanoda, amelynek tanfolyamai lehetővé tették, hogy a hallgatók más egyetemeken diplomát szerezzenek. 1550-ben a két intézmény mellé megalakult a jezsuita kollégium (más néven a Collegio Massimo), amely rövid idő alatt vezető szerepre tett szert, a teológiai diploma kibocsátásával. A jezsuita kollégium viszont 1767 novemberében kénytelen volt megszüntetni a tevékenységét, amikor a jezsuitákat kiutasították a Nápolyi Királyságból és Szicíliából.
1779. november 5-én megszületett Palermóban a Regia Accademia degli Studi San Fernando, a korábbi jezsuita Collegio Massimo helyén, amely diplomát bocsáthatott ki a filozófia és a teológia területén, és négy további karral (jog, teológia, filozófia, orvostudomány), valamint húsz fakultással bővült. A jezsuiták 1804-es Szicíliába való visszatérésükkor, mivel korábbi helyüket már másra használták, a Casa dei Teatinit kapták meg, amely jelenleg a jogi kar épülete. 1805 augusztusában II. Ferdinánd nápoly–szicíliai király úgy döntött, hogy az Accademia panormita degli Studit egyetemi rangra emeli, így 1806. január 12-ét tekintik az egyetem megalakulásának dátumának, amikor a teológia mellett orvosi, jogi és filozófia karokon is megindulhatott a képzés. Az 1816-ban létrejött Két Szicília Királyságának kormánya azonnal megkezdte az egyetem bővítését: új fakultásokat hoztak létre, ám a szűkös források, legalábbis kezdetben, nem tették lehetővé, hogy külföldi tanárokkal emeljék a színvonalat.

### Az első évtizedek
Az 1826-1835 közötti évtizedben az egyetem elérte a 784 fős hallgatói létszámot, míg 1859-ben már az ezer főt, akik közül eleinte csak 25% jött Palermóból, a többiek a tartomány határain kívülről.
Ezekben az években a teljes létszám mintegy 50%-a a jogi karra iratkozott be. 1860-ban Giuseppe Garibaldi seregei megdöntötték a Két Szicíliában uralkodó Bourbon-királyságot és az új kormány (Dittatura di Garibaldi"") az egyetemet szekularizálta, a teológia kar megszűnt.

### A tizenkilencedik század végén
1876-ban nők számára is megnyitották az egyetemet, bár a korai években csak nagyon kevesen, összesen 16 fő iratkozott be, és ők is mind a szülészetre. A nők jelenléte azonban továbbra is folyamatos volt a század végén. Ebben az időszakban indult el a mérnöki, illetve építészeti szakirányú képzés, viszont az összes beiratkozott száma mégis folyamatosan alacsony maradt, pl. 1909-ben csak kevesebb mint 200 diplomás végzett évente.
A század végére az olyan szicíliai tanárok mellett, mint Gaetano Mosca, Giovanni Gentile, Simone Corleo, Vittorio Emanuele Orlando, Santi Romano, Olaszország többi részéről, és külföldről is (Adolf Holm, Alessandro Paternostro, Raffaele Schiattarella, Giuseppe Salvioli) érkeztek tanítani, és úgy tartják, ekkorra az egyetem Szicília szellemi modernizációjában vezető szerepet játszott.
A római jogi képzés országos jelentőségű volt a századfordulón, amit Joseph Gugino, Salvatore Riccobono, Salvatore Di Marzo, Giovanni Baviera és Lauro Chiazzese tanároknak köszönhettek.

### A fasizmus alatt
Az 1930-as években az egyetemet, mint más egyetemeket is Olaszországban, elnyelte a fasiszta kultúra. Az ebben az időszakban bevezetett új karok mellett a hagyományosak, mint a történelem, az irodalom, a filozófia, a jogtudomány, illetve az orvostudomány megtartották meghatározó szerepüket, ezekbe iratkoztak be a legtöbben. 1923-ban alapították meg a mérnöki tudomány, 1937-ben a közgazdaságtan valamint a kereskedelmi karokat, 1939-ben pedig a jogtudományi karon belül már oktatták a politikai tudományokat is. 1941-ben létrehozták a Mezőgazdaság-tudományi kart, 1944-ben alakult meg – egyelőre bachelor szinten – az építészeti kar a mérnöki tudományok kara részeként.
1936-ban Emilio Segrè megalapította a kísérleti fizikai laboratóriumot.
A második világháború alatt a beiratkozottak száma exponenciálisan növekedett, különösen több nő nyert felvételt, akik száma évente 60%-kal bővült. A háború végére a létszám meghaladta a 10 000 főt, ennek közel 30%-a már nő volt.

### A háború utáni időszak
Az 1950-es években a diákok száma már állandósult, újabb nagyobb növekedés 1963-ban indult meg. A hallgatói létszám 1965 és 1969 között 19 000 főről, több mint 30 000-re bővült. Ebben az időszakban az újabb karok népszerűbbé váltak, miközben a jogi, illetve orvostudományi karok létszáma csökkent.

### A jelenlegi helyzet

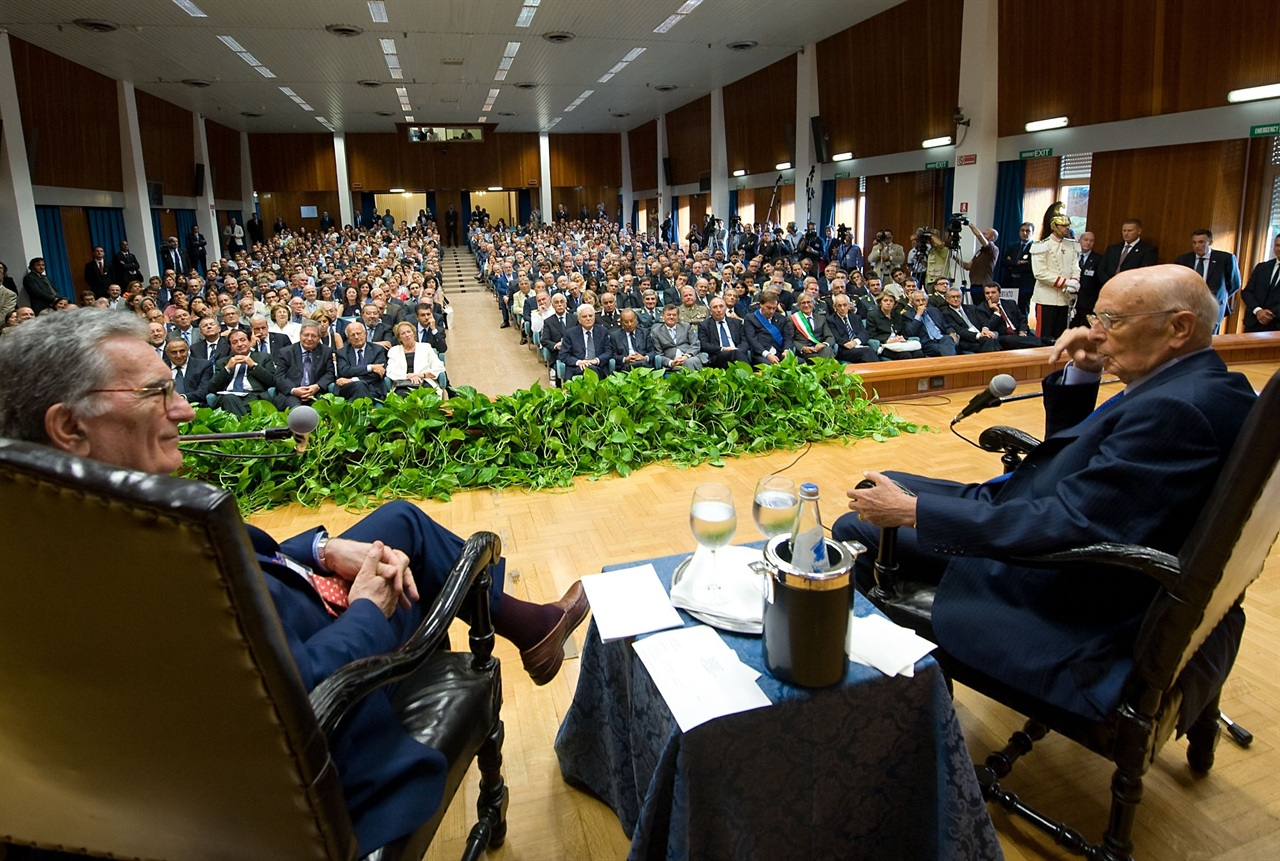
Az előző köztársasági elnök, Giorgio Napolitano találkozója Gianfranco Pasquinóval, a Mérnöki Kar dékánjával

1992-ben Trapani, Enna, Caltanissetta, Agrigento, Marsala és Cefalù városokban az egyetem kihelyezett intézeteket hozott létre.
2006-ban várhatóan a beiratkozók száma tovább növekedett volna a következő évtizedekben és akár a 63 000-et is elérhette volna. Abban az évben legtöbben a Nevelés- és Oktatástudomány, majd a Filozófia és Irodalom, végül pedig a Jogtudomány karokra iratkoztak be. A 2010-es évtizedben, a hallgatói létszám viszont csökkent, a 2013-2014-es tanévben már csak 46 583 fő volt.
2015-ben az egyetem 1600 oktatót, valamint 2000 műszaki, igazgatási és könyvtáros alkalmazottat számlált.

### Az egyetem neves tanárai

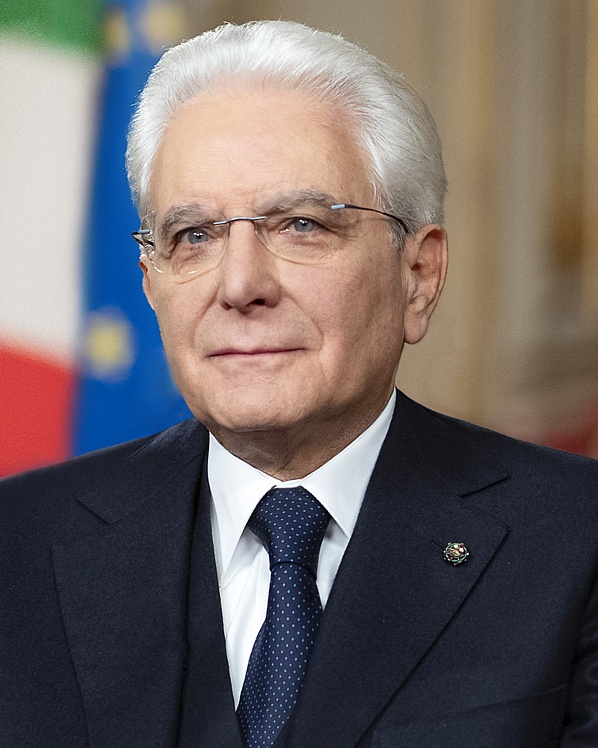
Sergio Mattarella, a jelenlegi köztársasági elnök, a parlamenti törvények professzora volt a Palermói Egyetemen

Az alábbi lista az egyetem nevezetes professzorait sorolja fel:
- Giulio Carlo Argan művészettörténész
- Giuseppe Bellafiore művészettörténész
- Cesare Brandi művészettörténész
- Federico M. Butera mérnök
- Vincenzo Cabianca várostervező
- Stanislao Cannizzaro vegyész
- Francesco Paolo Cantelli matematikus
- Francesco Traina Gucciardi jogász
- Marcello Carapezza geokémikus és vulkanológus
- Adelfio Elio Cardinale orvos és politikus
- Maurizio Carta várostervező
- Mauro Ceruti filozófus
- Michele Cipolla matematikus
- Simone Corleo politikus és irodalmár
- Alfredo Cucco politikus és orvos
- Pasquale Culotta építész
- Philippe Daverio művészettörténész
- Mario Fubini irodalomtörténész
- Gaetano Giorgio Gemmellaro paleontológus és geológus
- Giovanni Gentile filozófus
- Vittorio Gregotti építész
- Eugenio Guccione politikai doktrínák történésze
- Filippo Guccione orvos
- Cosmo Guastella filozófus
- Nunzio Incardona filozófus
- Furio Jesi germanista
- Gioacchino Lanza Tomasi zenetudós
- Eliodoro Lombardi költő és hazafi
- Salvatore Lupo történész
- Eugenio Manni történész
- Pietro Mazzamuto az olasz irodalom történésze
- Giuseppe Carlo Marino történész
- Gianfranco Marrone szemiotikus
- Sergio Mattarella alkotmányjogász, 2015 óta köztársasági elnök
- Corradino Mineo matematikus
- Giusto Monaco latinista
- Giovanni Musotto jogász
- Leoluca Orlando politikus
- Biagio Pace régész
- Antonino Pagliaro szemiotikus és nyelvfilozófus
- Antonio Pagliaro jogász
- Giuseppe Piazzi csillagász
- Giusto Picone latinista
- Giuseppe Pitrè antropológus
- Giuseppe Patricolo restaurátor és építészettörténész
- Salvatore Pincherle matematikus
- Armando Plebe filozófus és politikus
- Gino Pollini építész
- Gianni Puglisi filozófiatörténész
- Federico Raffaele zoológus és biológus[1]
- Francesco Maria Raimondo botanikus
- Francesco Renda történész
- Umberto Rizzitano arabista és iszlamológus
- Santi Romano jogász
- Livio Scarsi fizikus és asztrofizikus
- Michele Federico Sciacca filozófus
- Emilio Segrè fizikus, fizikai Nobel-díjas
- Leonardo Sonnoli formatervező
- Giuseppe Tricoli történész
- Giuseppe Vaiana asztrofizikus

### Rektorai
Jelenleg Fabrizio Micari az egyetem rektora, aki 2015. október 31-én Roberto Lagallát váltotta a rektori székben.

## Az oktatási kínálat

### Az oktatási kínálat portálja
- Képzési ajánlatok

### Iskolák
- S.B.A. Iskolák
- Jogtudományi iskolák
- S.U.P.C. iskolák
- Orvostudomány, sebészet
- Műszaki, mérnöki

### Bachelor- és Mesterképzés
A 2015/2016 tanévben az egyetem kínálatában:
- 124 bachelor és mestertanfolyam
- 12 első szintű mesterképzés
- 21 második szintű mesterképzés
- 2 tanfolyam

A kutatási tevékenység 20 részlegre van osztva.

### Kapcsolódó szervezetek
Az egyetemhez csatoltan:

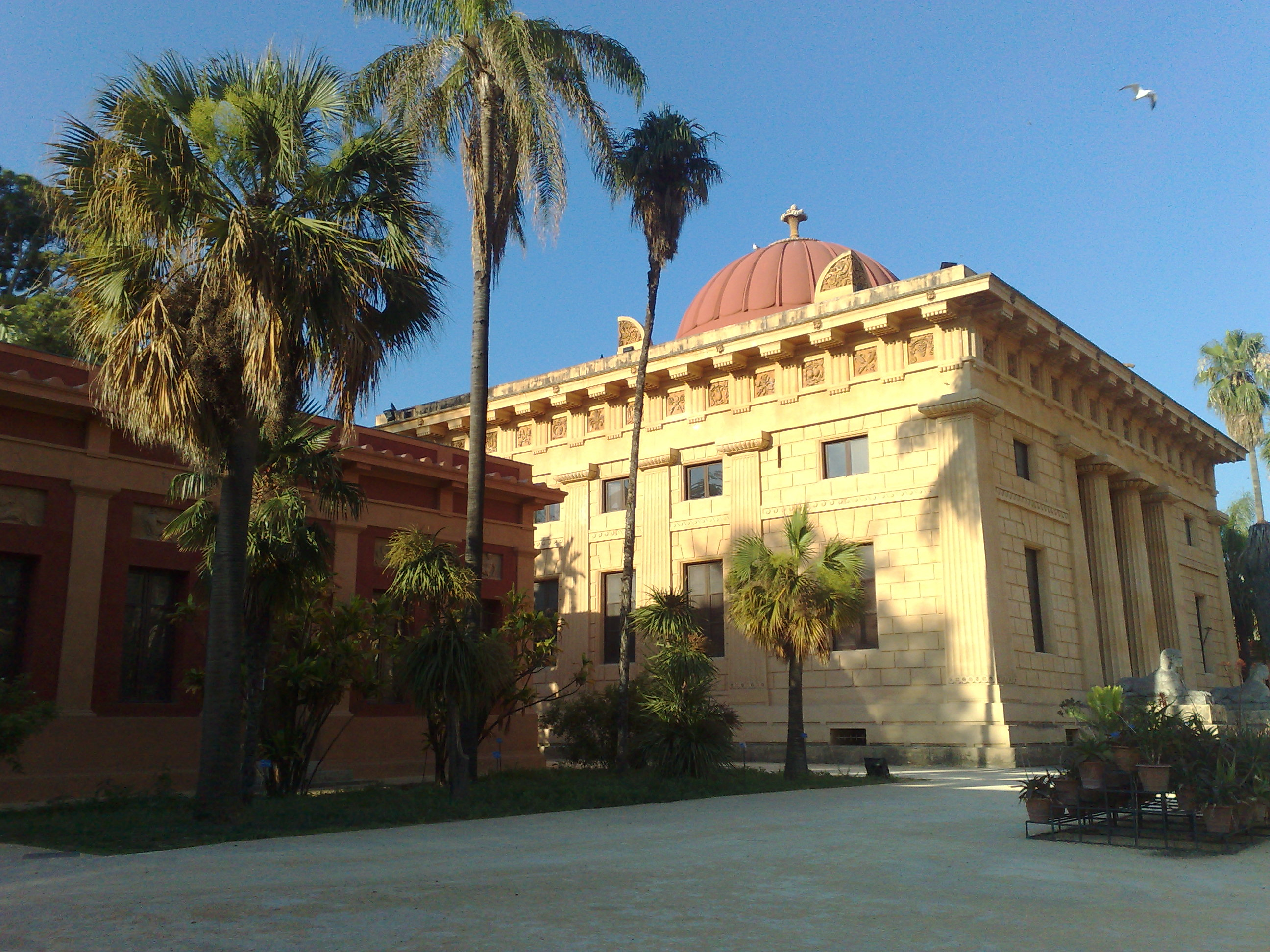
A palermói botanikus kert

- "Giuseppe Vaiana" csillagászati obszervatórium
- "G. Scaduto" jogi szakok speciális iskolája
- SISSIS – középiskolai tanárok szicíliai egyetemközi iskolája
- "Gaetano Giorgio Gemmellaro" őslénytani és földtani múzeum
- "Peter Doderlein" állattani intézet és múzeum
- Palermói botanikus kert
- Palazzo Steri Múzeum

## Szervezeti egységek

### A rektorátus
A rektori hivatal a Palazzo Chiaramonte-Steriben, a Piazza Marinán van. Ez egy műemléképület a 13. századból, amelyet a közelmúltban felújítottak. Van egy konferenciaterem is benne. A rektori hivatal néhány olyan szomszédos épületet is elfoglal, mint a Palazzo Abatelli és a Carcere dei Penitenziati (az egykori Inkvizíció börtöne, ahol tanfolyamokat tartanak, a múzeumok létrehozásáról). Az épületet gyakran ad otthont kiállításoknak, kulturális eseményeknek.

### Parco d'Orléans
Az egyetemi város, amelynek területe kiterjed a via Ernesto Basiléig, a város déli külvárosában és elnyúlik a Scienze sugárút teljes hosszában. Itt találhatók a Mezőgazdaság-tudomány, Műszaki, Közgazdaságtan, Építészet, Irodalom, Filozófiatudományok, az oktatás, a képzés épületei. Bent az egyetemen van diákszálló, menza, bank, helyszíni étkezési szolgáltatások. Van még két zöld terület közel Parco d'Orléans-hoz, ahol felújítási és bővítési munkálatok folynak.

### Via Archirafi

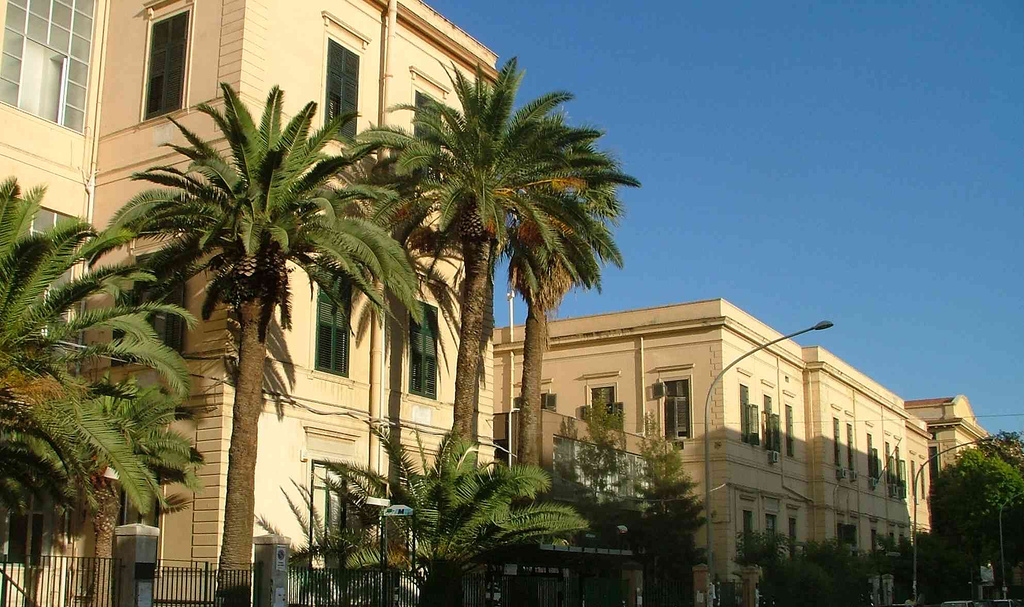
A természettudományi kar

A központban, a via Archirafin vannak a Természettudomány; Matematikai, Fizikai karok, illetve a terepgyakorlati egységek a fizikai, geológiai, kémiai, biológiai, matematikai-informatikai, Gyógyszerészeti, illetve természettudományi karokhoz, valamint oktatási épületek, az említett szervezeti egységekhez. A via Lincoln mentén végighaladva eljutunk a botanikus kertbe. Az egész komplexum egymást követő, alacsony épületekből, a szakokhoz tartozó kis könyvtárakból és olvasótermekből áll. A főutca egyik a keresztutcájában van az informatikai laboratórium.

### Via Maqueda
A jogi, valamint a politikai tudományok kara a centrumban, a Via Maqueda két történelmi épületében foglal helyet. A jogi kar a fentebb említett Casa dei Teatiniben, az egyetem első székhelyén található.

### A Szent Rocco háza
A San Rocco háza, azaz a politológia kar a történelmi egyetemi város központjában, nem messze a jogi kartól emelkedik.

### A "Paolo Giaccone" egyetemi klinika
A "Paolo Giaccone" egyetemi klinika a campus közelében, a Városi Kórház mellett található. 2007 augusztusában jóváhagyták az egész kórház felújítási és bővítési tervét.
Ez az általános orvostudományi valamint a sebészeti kar székhelye, a tantermek a szervezeti egységekben szétszórva, illetve a kórházi osztályokon helyezkednek el, valamint külön épületben az elméleti képzés számára, az Új Termek nevezetű oktatási komplexumban.

### A "G. G. Gemmellaro" őslénytani és földtani múzeum

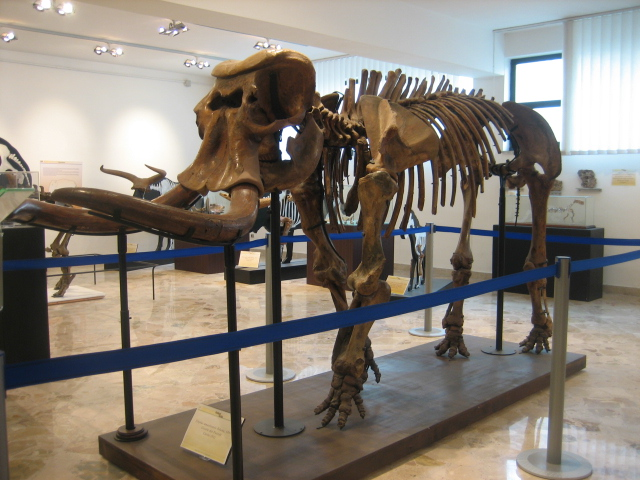
A Gaetano Giorgio Gemmellaro őslénytani és földtani múzeum folyosóján lévő Palaeoloxodon mnaidriensis-csontváz

A corso Tuköryn, a "G. G. Gemmellaro" múzeumban szintén folyik oktatási tevékenység.

### Szálláslehetőségek
Bent az egyetemi területen, valamint annak környezetében vannak szálláslehetőségek a diákok számára. Az intézményen belüli, több mint 900 ágy megoszlása:
- Santi Romano, a legnagyobb, az egyetem belsejében található diákszálló
- San Xavier
- Biscottari, a jogtudományi karon
- Casa del Goliardo, az elnökségen
- Schiavuzzo
- Hotel Patria
- SS. Az angyali üdvözlet a Piazza Casa Professán (a közgazdaságtudományi kar környékén)

### Sportlétesítmények

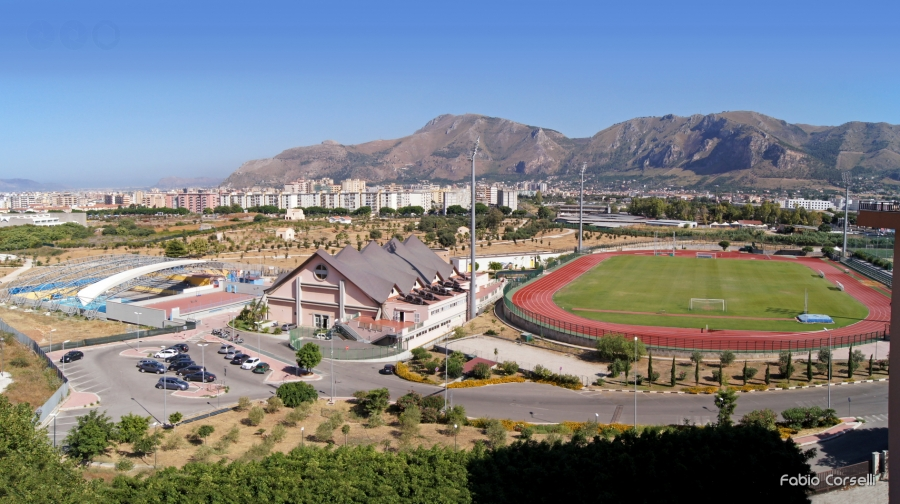
Sportolási lehetőségek a CUS Palermóban

Az egyetemi campussal szomszédos telepen a következő a sportolási lehetőségek a állnak rendelkezésre a CUS Palermo sportegyesület keretein belül: 
- Palacus, a fedett sportcsarnok
- Atlétikastadion 400 méteres futópályával
- Uszoda (33,333 méteres), télen félig fedett
- Teniszpálya
- Teremfocipálya (futsal)
- Sportpálya

### Az egyetemi könyvtári rendszer
Az egyetemi könyvtári gyűjtemények, amelyek a különböző szakokhoz tartoznak, illetve a közös kutatási-oktatási anyagok együtt alkotják a koordinációs irodát, az Egyetemi könyvtári Rendszert (SBA).
Öt könyvtári pólust képeznek a különböző területeknek megfelelően: orvostudományi, alap- és alkalmazott humántudományok, jogi, társadalmi-gazdasági, valamint a műszaki, az Agrigento és Trapani városában fekvő egyetemi pólusokon felül.
A bibliográfiai örökség, illetve szolgáltatás elérhető nemcsak az egyetemi, hanem a külső közönség számára is.
A nyomtatott könyvtári anyag 2017-ben körülbelül 1 084 656 monográfiát, 369 661 folyóiratot (évkönyvek, periodikák, 976 előfizetés), 20 000 kartográfiai dokumentumot és 4000 CD-t, DVD-t tartalmaz.
Ez kiegészül a bibliográfiai örökség központilag kezelt digitális könyvtárával. A gyűjtemény elektronikus forrásokból szerzett előfizetései mintegy 20 000 folyóirat, 16 speciális adatbázis, 36 20;000 e-könyv, 198 000 konferenciaeljárás, körülbelül 8 000 000 munkaanyag, valamint a hozzáférés több ezer egyéb forrásból állnak.
Az egyetem támogatja, illetve elősegíti a Nyílt hozzáférést, amelyhez 2004-ben, a Messinai Nyilatkozat aláírásával csatlakozott.
A könyvtárportál közli a legújabb híreket, eseményeket, szolgáltatásokat, könyvtári katalógusokat, amelyeket az egyetemi könyvtárnak hozzáférhetővé kell tennie a felhasználók számára, tanulmányozás és kutatás céljából.

### Érdekesség
- A beiratkozott hallgatók harmada évfolyamon kívüli,[8] s ez oda vezetett, hogy az akadémiai szenátus kénytelen veszteségként elkönyvelni azokat, akik nem diplomáztak le 2014-ig, mivel az állami forrásokat a regisztrált létszám alapján folyósítják.[9]
- Az egyetem saját technológiai eszközzel csatlakozik a Consorzio Nettuno hálózatra (Neptun, a mindenhol elérhető egyetemi hálózat).
- Az egyetem által alapított rádió neve Libertà di Frequenza (Frekvencia szabadsága).
- Hozzáférés az egyetemi szolgáltatásokhoz nők számára csak 1876 óta lehetséges.
- Napjainkban folyik az adminisztratív feladatok újraszervezése, például:[10] WiFi az egyetemi campuson, VoIP a hivatalon belüli telefonálásra, a regisztráció és a beiratkozás kizárólag online lehetséges.

### Kapcsolatai más egyetemekkel
2007 júliusában megállapodást írtak alá Catania, Messina és Enna egyetemével egyedüli oktatási központ életre hívására a Földközi-tenger Politechnikuma néven.

### Sporttevékenységek
A CUS Palermo által koordinált sporttevékenységek:
- Atlétika
- Futsal
- Labdarúgás
- Általános torna
- Aerobic
- Testépítés
- Spinning
- Vitorlázás, szörfvitorlázás
- Úszás
- Tenisz
- Kosárlabda
- Kézilabda
- Vízilabda
- Röplabda

A CUS szervezi, valamint elősegíti a regionális és hazai egyetemi bajnokságokon 
való részvételt, abban az esetben is, ha egy új sport iránt érdeklődő diákok elegendő számban jelentkeznek.

## Kiadványok
Az egyetem folyamatosan közzéteszi az alábbi magazinokat:
- Ateneonline-aol.it
- Mediterranearicerchestoriche.it
- PAN
- minimo7

## Fordítás
Ez a szócikk részben vagy egészben  az   Università_degli_Studi_di_Palermo című olasz Wikipédia-szócikk ezen változatának fordításán alapul.  Az eredeti cikk szerkesztőit annak laptörténete sorolja fel. Ez a jelzés csupán a megfogalmazás eredetét és a szerzői jogokat jelzi, nem szolgál a cikkben szereplő információk forrásmegjelöléseként.